# Usman Garuba
Destiny Usman Garuba Alari (* 9. März 2002 in Madrid) ist ein spanischer Basketballspieler. Garuba ist 2,03 Meter groß, er wird als Center oder Power Forward eingesetzt. Er wurde im NBA-Draftverfahren 2021 an 23. Stelle von den Houston Rockets ausgewählt.

## Laufbahn
Usman Garuba, Sohn nigerianischer Einwanderer aus Benin City, begann seine Basketballlaufbahn 2012 in der Jugend von CDB Basket Azuqueca, in Azuqueca de Henares. Im Sommer 2013 wechselte der elfjährige Garuba in die Jugend von Real Madrid. Innerhalb weniger Jahre durchlief er sämtliche Altersklassen des Vereins und gewann unter anderem die spanische U14-Meisterschaft 2014/15 sowie die U16-Meisterschaft 2015/16, bei der er zum wertvollsten Spieler des Turniers gekürt wurde. Mit nur 15 Jahren stand er bereits im Aufgebot der A-Jugend und bestritt am 23. September 2017 mit der B-Mannschaft von Real Madrid in der Liga EBA, der vierten Spielklasse in Spanien, seine erste Begegnung im Erwachsenenbereich. In jener Saison holte er mit seinem Klub die spanische U18-Meisterschaft und wurde selbst zum MVP des Endspiels gewählt.
Am 28. Oktober 2018 feierte Garuba in einem Meisterschaftsspiel gegen CB Miraflores sein Debüt im Profikader von Real Madrid. Mit 16 Jahren und sieben Monaten war er zu diesem Zeitpunkt der jüngste Center in der Geschichte der spanischen Liga sowie nach Luka Dončić (16 Jahre und zwei Monate) und Roberto Nuñez (16 Jahre und sechs Monate) der drittjüngste Basketballer von Real Madrid, der ein Spiel in der Liga ACB bestritt. Zur Saison 2019/20 wurde Usman Garuba in den ersten Kader von Real Madrid aufgenommen. Am 29. September 2019 gelangen ihm in einem Meisterschaftsspiel gegen CB Murcia 13 Punkte und 10 Rebounds. Mit 17 Jahren und sechs Monaten war er zu diesem Zeitpunkt der jüngste Spieler in der Geschichte der Liga, dem ein Double-double gelang.
Ende Juli 2021 wählten ihn die Houston Rockets im Draftverfahren der NBA an 23. Stelle aus. Den Durchbruch in der NBA schaffte er in Texas nicht. Garuba war im Sommer 2023 Gegenstand eines Tauschhandels, der insgesamt fünf Mannschaften betraf: Houston gab den Spanier an die Atlanta Hawks ab. Im Juli 2023 wurden seine Rechte an die Oklahoma City Thunder weitergereicht, aber im August desselben Jahres aus dem Vertrag entlassen.
Im September 2023 wurde Garuba von den Golden State Warriors verpflichtet. Nach insgesamt 105 Spielen in der NBA kehrte er im Sommer 2024 zu Real Madrid zurück. Im Juni 2025 wurde er mit Real spanischer Meister.

### Nationalmannschaft
Usman Garuba bestritt mit der spanischen Nationalmannschaft die U16-Europameisterschaft 2016, wo er mit seiner Mannschaft durch ein 74:72 im Endspiel gegen Litauen die Goldmedaille gewann. Er brachte es auf 16,3 Punkte und 12,4 Rebounds pro Spiel und wurde zum wertvollsten Spieler des Turniers gewählt. Zwei Jahre später stand er mit der spanischen Mannschaft erneut im Endspiel der U16-EM, unterlag aber diesmal mit 70:71 gegen Kroatien. Er selbst erzielte 16,3 Punkte, 12,3 Rebounds und 2,9 Assists pro Spiel.
Sein Debüt in der A-Nationalmannschaft feierte Usman Garuba am 3. Juli 2021 im Zuge der Vorbereitung für die Olympischen Spiele in Tokio bei einem 88:61-Sieg in einem Vorbereitungsspiel gegen den Iran. Im September 2022 wurde er mit Spanien Europameister.

## Erfolge und Ehrungen
Real Madrid
- Spanische Meisterschaft: 2018/19, 2024/25
- Spanischer Pokal: 2019/20
- Spanischer Supercup: 2019, 2020

Spanische Nationalmannschaft
- U18-Europameisterschaft: Goldmedaille 2019
- U16-Europameisterschaft: Goldmedaille 2016 und Silbermedaille 2018
- Europameister 2022

Ehrungen
- EuroLeague Rising Star Trophy: 2020/21
- Bester Spieler unter 22 Jahren der Liga ACB: 2020/21
- All-Tournament Team der U18-Europameisterschaft: 2019
- All-Tournament Team der U16-Europameisterschaft: 2016, 2018
- MVP der U16-Europameisterschaft: 2016

## Karriere-Statistiken

### NBA

#### Hauptrunde
| Saison  | Team         | GP  | GS | MPG  | FG % | 3P % | FT % | RPG | APG | SPG | BPG | PPG |
| ------- | ------------ | --- | -- | ---- | ---- | ---- | ---- | --- | --- | --- | --- | --- |
| 2021–22 | Houston      | 24  | 2  | 10.0 | .432 | .250 | .714 | 3.5 | 0.7 | 0.4 | 0.5 | 2.0 |
| 2022–23 | Houston      | 75  | 1  | 12.9 | .486 | .407 | .617 | 4.1 | 0.9 | 0.6 | 0.4 | 3.0 |
| 2023–24 | Golden State | 6   | 0  | 3.0  | .167 | .000 | .500 | 1.2 | 0.2 | 0.2 | 0.5 | 0.5 |
| Gesamt  | Gesamt       | 105 | 3  | 11.7 | .467 | .363 | .625 | 3.8 | 0.8 | 0.5 | 0.4 | 2.6 |